# Богуславский сельский совет (Павлоградский район)
Богуславский сельский совет (укр. Богуславська сільська рада) — входит в состав
Павлоградского района
Днепропетровской области
Украины.
Административный центр сельского совета находится в 
с. Богуслав.

## Населённые пункты совета
- с. Богуслав